# لایتاپرودرسدورف
لایتاپرودرسدورف (به آلمانی: Leithaprodersdorf) یک منطقهٔ مسکونی در اتریش است که در ناحیه آیزنشتات-اومگه‌بونگ واقع شده‌است. لایتاپرودرسدورف ۱٬۱۷۳ نفر جمعیت دارد.